# Rebecca De Mornay
Rebecca De Mornay, all'anagrafe Rebecca Jane Pearch (Santa Rosa, 29 agosto 1959), è un'attrice statunitense.

## Biografia
Suo padre naturale era il commentatore radiofonico e televisivo Wally George (vero nome George Walter Pearch), con il quale ebbe sempre un rapporto tormentato e conflittuale. La madre si chiamava Julie Eagar, mentre la nonna paterna era la famosa attrice bambina e artista del vaudeville Eugenia Clinchard. Cresciuta in Francia, conseguì la sua istruzione scolastica nel Regno Unito, diplomandosi però a Kitzbühel, in Austria. Iniziò gli studi di recitazione al Lee Strasberg Institute nella celebre scuola per attori a New York.
Il suo debutto cinematografico fu con una piccola parte nella pellicola di Francis Ford Coppola del 1982 Un sogno lungo un giorno, al quale seguì il successo della commedia giovanile Risky Business - Fuori i vecchi... i figli ballano del 1983 con Tom Cruise. Ebbe un ruolo importante accanto a Geraldine Page in In viaggio verso Bountiful (1985) di Peter Masterson. Un primo acclamato successo arrivò con la pellicola del 1985 A 30 secondi dalla fine con Jon Voight, ma il successo internazionale giunse con l'interpretazione della governante psicopatica nel thriller del 1992 La mano sulla culla. La De Mornay è anche regista e il suo debutto in questa veste è stato in un episodio di Showtime's - The Outer Limits, in cui ha diretto John Savage e Frank Whaley.

## Vita privata
Dopo essere stata compagna per un breve periodo di Tom Cruise, conosciuto sul set di Risky Business, Rebecca De Mornay ha avuto un'intensa amicizia, per tutti gli anni novanta, con il cantautore canadese Leonard Cohen, del quale è stata anche produttrice per l'album The Future del 1992. È stata sposata dal 1995 al 2002 con Patrick O'Neal, figlio dell'attore Ryan O'Neal, dal quale ha avuto due figlie, Sophia (nata il 16 novembre 1997) e Veronica (nata il 31 marzo 2001).

## Filmografia

### Cinema
- Un sogno lungo un giorno (One from the Heart), regia di Francis Ford Coppola (1982)
- Risky Business - Fuori i vecchi... i figli ballano (Risky Business), regia di Paul Brickman (1983)
- Testament, regia di Lynne Littman (1983)
- A 30 secondi dalla fine (Runaway Train), regia di Andrej Končalovskij (1985)
- La moglie del campione (The Slugger's Wife), regia di Hal Ashby (1985)
- In viaggio verso Bountiful (The Trip to Bountiful), regia di Peter Masterson (1985)
- La bella e la bestia (Beauty and the Beast), regia di Eugene Marner (1987)
- F.B.I. - Agenti in sottoveste (Feds), regia di Daniel Goldberg (1988)
- E Dio creò la donna (And God Created Woman), regia di Roger Vadim (1988)
- Dealers, regia di Colin Bucksey (1989)
- Fuoco assassino (Backdraft), regia di Ron Howard (1991)
- La mano sulla culla (The Hand That Rocks the Cradle), regia di Curtis Hanson (1992)
- I tre moschettieri (The Three Musketeers), regia di Stephen Herek (1993)
- Per legittima accusa (Guilty As Sin), regia di Sidney Lumet (1993)
- Mai con uno sconosciuto (Never Talk to Stranger), regia di Peter Hall (1995)
- Il vincitore (The Winner), regia di Alex Cox (1996)
- Ladri per la pelle (Thick as Thieves), regia di Scott Sanders (1999)
- A casa da sola (A Table for One), regia di Ron Senkowski (1999)
- Tentazione pericolosa (The Right Temptation), regia di Lyndon Chubbuck (2000)
- Identità (Identity), regia di James Mangold (2003)
- Nata per vincere (Raise Your Voice), regia di Sean McNamara (2004)
- Lords of Dogtown, regia di Catherine Hardwicke (2005)
- 2 single a nozze - Wedding Crashers (Wedding Crashers), regia di David Dobkin (2005)
- Music Within, regia di Steven Sawalich (2007)
- American Venus, regia di Bruce Sweeney (2007)
- Mother's Day, regia di Darren Lynn Bousman (2010)
- Il primo amore non si scorda mai (Flipped), regia di Rob Reiner (2010)
- Collar, regia di David Wilson (2011)
- American Pie: Ancora insieme (American Reunion), regia di Jon Hurwitz e Hayden Schlossberg (2012)
- 1303 - La paura ha inizio (Apartment 1303 3D), regia di Michael Taverna (2012)
- Io sono vendetta - I Am Wrath (I Am Wrath), regia di Chuck Russell (2016)
- Peter Five Eight, regia di Michael Zaiko Hall (2024)

### Televisione
- Gli assassinii della via Morgue (Murders in the Rue Morgue), regia di Jeannot Szwarc – film TV (1986)
- Codice Trinity: attacco all'alba (By Dawn's Early Light), regia di Jack Sholder – film TV (1990)
- Morte per passione (An Inconvenient Woman), regia di Larry Elikann – film TV (1991)
- Oltre il ricatto (Blind Side), regia di Geoff Murphy – film TV (1993)
- Prigioniera del suo passato (Getting Out), regia di John Korty – film TV (1994)
- Oltre i limiti (The Outer Limits) – serie TV, 1 episodio (1994)
- Stephen King's Shining, regia di Mick Garris – miniserie TV (1997)
- L'imbroglio (The Con), regia di Steven Schachter – film TV (1998)
- Un nuovo inizio (Night Ride Home), regia di Glenn Jordan – film TV (1999)
- E.R. - Medici in prima linea (ER) – serie TV, 5 episodi (1999)
- Volontà di vivere (Range of Motion), regia di Donald Wrye – film TV (2000)
- A Girl Thing - Cosa pensa una donna (A Girl Thing), regia di Lee Rose – miniserie TV (2001)
- Le streghe di Salem (Salem Witch Trials), regia di Joseph Sargent – film TV (2002)
- The Practice - Professione avvocati (The Practice) – serie TV, 4 episodi (2004)
- Law & Order - Unità vittime speciali (Law & Order: Special Victims Unit) – serie TV, episodio 7x15 (2006)
- Spin City – serie TV, 1 episodio (2006)
- John from Cincinnati – serie TV, 10 episodi (2007)
- Hawaii Five-0 – serie TV, 1 episodio (2013)
- Hatfields & McCoys, regia di Michael Mayer – film TV (2013)
- Jessica Jones – serie TV, 13 episodi (2015-2019)
- Lucifer – serie TV, 3 episodi (2016-2021)
- NCIS - Unità anticrimine (NCIS) – serie TV, episodio 22x06 (2024)

## Riconoscimenti
- Academy of Science Fiction, Fantasy & Horror Films, USA (Saturn Award)
  - 1993 – Candidatura Migliore attrice per La mano sulla culla (1992)
- Festival del film poliziesco di Cognac
  - 1992 – Migliore attrice per La mano sulla culla (1992)
- MTV Movie Awards
  - 1992 – Candidatura Miglior performance femminile per La mano sulla culla (1992)
  - 1992 – Miglior cattivo per La mano sulla culla (1992)
- Razzie Awards
  - 1989 – Candidatura Peggior attrice protagonista per E Dio creò la donna (1988)

## Doppiatrici italiane
Nelle versioni in italiano delle opere in cui ha recitato, Rebecca De Mornay è stata doppiata da: 
- Emanuela Rossi in E Dio creò la donna, Fuoco assassino, Per legittima accusa, Ladri per la pelle, Identità, Nata per vincere
- Alessandra Korompay ne La mano sulla culla, Oltre il ricatto, 1303: La paura ha inizio, NCIS - Unità anticrimine
- Cinzia De Carolis ne I tre moschettieri, Law & Order - Unità vittime speciali, Spin City
- Roberta Greganti in A 30 secondi dalla fine, In viaggio verso Bountiful
- Francesca Guadagno ne La bella e la bestia, Jessica Jones
- Roberta Paladini in Mai con uno sconosciuto, Tentazione pericolosa
- Monica Gravina in Prigioniera del suo passato, E.R. - Medici in prima linea
- Simona Izzo in Risky Business - Fuori i vecchi... i figli ballano
- Micaela Esdra in La moglie del campione
- Gabriella Borri in Dealers
- Giuppy Izzo in A casa da sola
- Rossella Acerbo in 2 single a nozze - Wedding Crashers
- Franca D'Amato in Hawaii Five-0
- Roberta Pellini in American Pie: Ancora insieme
- Loredana Nicosia ne Gli assassinii della via Morgue
- Laura Boccanera in Morte per passione
- Cinzia Massironi in Shining
- Pinella Dragani in A Girl Thing - Cosa pensa una donna
- Claudia Razzi in Lucifer